# MTV Unplugged Summer Solstice (a-ha)
MTV UNPLUGGED Summer Solstice è il quarto album dal vivo del gruppo synthpop norvegese a-ha, pubblicato il 06 Ottobre 2017 con etichetta Polydor/We Love Music e distribuito da Universal Music.

## Descrizione
Questo progetto discografico è stato pubblicato in diverse versioni e formati. La versione principale prevede un cofanetto con 2 cd musicali e 1 dvd. Le registrazioni audio e video sono state fatte durante i due concerti del 22 e 23 Giugno del 2017 nella località norvegese di Giske. Nella tradizione delle pubblicazioni per MTV Unplugged, i brani sono stati eseguiti in forma acustica. Per la rivisitazione dei brani in chiave acustica gli a-ha si sono affidati al musicista norvegese Lars Horntveth. Oltre alle hit più note, sono stati eseguiti anche brani meno conosciuti, 2 cover e 2 inediti.
Sul palco gli a-ha hanno ospitato la cantautrice americana Lissie per il brano I've been losing you, la cantante norvegese Ingrid Helene Håvik per il brano The sun always shines on tv, la cantante inglese Alison Moyet per il brano Summer moved on ed il cantante britannico Ian McCulloch per il brano Scoundrel days. Con Ian McCulloch gli a-ha hanno cantato anche il brano The killing moon del gruppo Echo & the Bunnymen.
Oltre alla cover di The killing moon, è stata eseguita la cover di Sox of the fox. Questo brano fa parte del repertorio della band norvegese The Bridges, della quale facevano parte Paul Waaktaar Savoy e Magne Furuholmen prima di formare gli a-ha con Morten Harket.
I due brani inediti sono il brano di apertura This is our home e A break in the clouds. Il brano This is our home e la versione unplugged di Take on me sono stati i due principali singoli promozionali.

## Tracce

### CD 1
1. This is our home
2. Lifelines
3. I've been losing you, feat. Lissie
4. Analogue (All I Want)
5. The sun always shines on T.V., feat. Ingrid Helene Håvik
6. A break in the clouds
7. Foot of the mountain
8. Stay on these roads
9. This alone is love
10. Over the treetops
11. Forever not yours

### CD 2
1. Sox of the fox
2. Scoundrel days, feat. Ian McCulloch
3. The killing moon, feat. Ian McCulloch
4. Summer moved on, feat. Alison Moyet
5. Memorial beach
6. Living a boy's adventure tale
7. Manhattan skyline
8. The living daylights
9. Hunting high and low
10. Take on me

## DVD
Il DVD contiene tutte le 21 tracce dei due CD e nello stesso ordine e contenuti extra.